# Tadeusz Wielecki
Tadeusz Wielecki (ur. 5 lipca 1954 w Warszawie) – polski kompozytor i kontrabasista, popularyzator muzyki, w latach 1999–2016 dyrektor festiwalu „Warszawska Jesień”.

## Działalność artystyczna
W latach 1974–1979 studiował w Akademii Muzycznej w Warszawie grę na kontrabasie u Alfreda Wieczorka i Andrzeja Mysińskiego, w latach 1978–1982 kompozycję u Włodzimierza Kotońskiego.
W 1984 roku zadebiutował na festiwalu „Warszawska Jesień” z utworem Melodia z akompaniamentem.
W 1986 roku otrzymał stypendium Witolda Lutosławskiego, dzięki któremu w latach 1986–1987 studiował w Berlinie Zachodnim u Isanga Yuna i we Fryburgu u Klausa Hubera.
W 2004 roku był wykładowcą na Międzynarodowych Wakacyjnych Kursach Nowej Muzyki w Darmstadcie.
Jako kontrabasista koncertował na całym świecie ze współczesnym repertuarem solowym. Występował z zespołami Kawalerowie Błotni (założonym przez Jerzego Kornowicza) i Laterna (Ryszarda Lateckiego), z którymi wykonywał muzykę improwizowaną.
Znakiem rozpoznawczym twórczości Wieleckiego są mocne kontrasty (wyrazowe i fakturalne), dysonansowość i ważna rola kolorystyki. Kompozycje Wieleckiego charakteryzuje również m.in. absurdalne poczucie humoru, stosowanie gier i skojarzeń językowych. Wykorzystuje swoje doświadczenie kontrabasisty, proponując np. technikę ślizgową, polegającą na permanentnym glissando. Według Jana Topolskiego zalicza to go do najbardziej oryginalnych współczesnych twórców polskich. Według Macieja Jabłońskiego niektóre dzieła Wieleckiego mają charakter „na poły filozoficznych traktatów dotykających kwestii tożsamości artysty w dzisiejszym świecie”. Charakterystyczna dla techniki kompozytorskiej Wieleckiego jest też koncepcja „gestów muzycznych”. Gesty takie „stanowią desygnaty rozmaitych jakości ekspresyjnych czy narracyjnych występujących w toku dźwiękowego dyskursu”.
Jego utwory zamawiały m.in. Wakacyjne Kursy Nowej Muzyki, Warszawska Jesień, Polskie Radio, Filharmonia Poznańska, Orkest De Ereprijs, festiwal Klangspuren, Klangforum Wien, Orkiestra symfoniczna w Hiroshimie.
W 2014 roku nakładem Polskiego Radia ukazała się płyta Wieleckiego w serii „Muzyka polska dzisiaj – Portrety współczesnych kompozytorów polskich”.

## Działalność popularyzacyjna
Wielecki działa również jako popularyzator muzyki, szczególnie współczesnej. W 1992 roku był dyrektorem artystycznym festiwalu Światowe Dni Muzyki w Warszawie. Zainspirowało go to do rozpoczęcia pracy z młodzieżą.
W Polskim Radiu prowadził w latach 1993–1999 audycje dla dzieci i młodzieży, np. Przeboje muzyki współczesnej, Coś z niczego i Dźwiękowdzięki.
W latach 1999–2016 był dyrektorem festiwalu „Warszawska Jesień”.

## Nagrody i wyróżnienia
- Historia bardzo prawdziwa na taśmę zdobyła II nagrodę (pierwszej nie przyznano) w konkursie radiowym EAR w Budapeszcie w 1995[4][5].
- Z kolei Koncert à rebours na skrzypce i orkiestrę (1998) otrzymał rekomendację Międzynarodowej Trybuny Kompozytorów UNESCO w Paryżu w 1999, a według komentarza Związku Kompozytorów Polskich z 2002, stanowił „najwybitniejsze osiągnięcie tego gatunku w nowej muzyce polskiej”[6].
- Otrzymał doroczną Nagrodę Związku Kompozytorów Polskich za rok 2008[10].
- Utwór Liczne odnogi rozgałęzionych splotów (1988) znalazł się wśród stu kompozycji w projekcie 100 na 100. Muzyczne dekady wolności z 2019[5].